# Велики Удрај
Велики Удрај (рус. Большой Удрай) река је на северозападу европског дела Руске Федерације. Протиче преко југоисточних делова Псковске области, односно преко њеног Новосокољничког и Великолушког рејона. Десна је притока реке Насве (притоке Ловата), те део басена реке Неве и Балтичког мора.
Свој ток започиње у источном делу моренског Бежаничког побрђа као отока маленог језера Удрај и тече углавном у смеру североистока. Укупна дужина водотока је 50 km, док је површина сливног подручја око 818 km².